# HD35035
HD35035 — хімічно пекулярна зоря спектрального класу A3, що має видиму зоряну величину в смузі V приблизно  7,6.
Вона  розташована на відстані близько 611,9 світлових років від Сонця.